# Julian Brun
Julian Brun, ps. Spis, J. Bronowicz, Antonowicz, Juliański (ur. 21 kwietnia 1886 w Warszawie, zm. 28 kwietnia 1942 w Saratowie) – polski i radziecki dziennikarz-publicysta i krytyk literacki. Działacz socjaldemokratyczny (SDKPiL) i komunistyczny (KPRP/KPP).

## Życiorys
W 1902 wydalony z progimnazjum za udział w demonstracji pierwszomajowej. W 1903 roku wstąpił do Związku Młodzieży Socjalistycznej, współredagował pismo ZMS „Ruch”. W lutym 1904 r. aresztowany za działalność polityczną, w maju zwolniony z braku dowodów. Ponownie aresztowany w trakcie demonstracji socjalistów na Placu Grzybowskim w Warszawie 13 listopada 1904 r. Przetrzymywany na Pawiaku i w warszawskiej Cytadeli. Od 1905 członek SDKPiL, działał w Warszawie, Lublinie i Zagłębiu Dąbrowskim. Od listopada 1905 członek Zarządu Dzielnicowego SDKPiL na Pradze. W 1906 wyjechał do Paryża, gdzie studiował socjologię na Sorbonie i działał w paryskiej sekcji SDKPiL. W 1908 ożenił się z angielską malarką Mary Houghton, w 1909 uczył się fotograwerstwa w Londynie. Jesienią 1912 udał się do Krakowa, gdzie ożenił się ponownie – z działaczką SDKPiL Stefanią Unszlicht, siostrą Józefa Unszlichta. Od wiosny 1913 do 1919 przebywał w Bułgarii, gdzie pracował w banku.
Po powrocie do kraju w 1919 wstąpił do KPRP/KPP (w latach 1921–1926 i 1929–1938 członek tzw. Centralnej Redakcji KPP, w latach 1923–1925 członek Komitetu Centralnego KPP). Na III Konferencji KPRPwystąpił przeciwko wprowadzeniu do programu partiipostulatu podziału ziemi obszarniczej i przekazania jej w ręce chłopów mało i średniorolnych. Od III Plenum KC KPZB był członkiem KC KPZB. Od 1935 do 1938 członek Biura Politycznego KC KPZB. W latach 1905–1919 i od 1926 poza Polską, m.in. w ZSRR i Francji. Uczestnik V Zjazdu KPP (w sierpniu 1930 w Peterhofie) jako przedstawiciel Centralnej Redakcji KPP. Delegat na VI Kongres Kominternu latem 1928 w Moskwie i na VII Kongres Kominternu w lipcu-sierpniu 1935 w Moskwie. 
Skazany w 1925 za działalność komunistyczną na osiem lat więzienia. W więzieniu mokotowskim napisał m.in. rozprawę krytyczno-literacką Stefana Żeromskiego tragedia pomyłek. Opublikowana na łamach „Skamandra”, odegrała ważną rolę w kształtowaniu się lewicy społecznej lat dwudziestych i trzydziestych XX w.. Zwolniony w 1926 w ramach wymiany więźniów politycznych z ZSRR udał się do Moskwy. Jako korespondent agencji TASS wyjeżdżał m.in. do Paryża i Wiednia.
Latem 1936 został wysłany do Brukseli, gdzie zorganizował ośrodek wydawniczy polskiej KPP. W latach 1936–1938 redagował „Przegląd” i „Biblioteczkę Popularną”, pisał m.in. do „Dziennika Popularnego”, „Nowego Przeglądu”. Internowano go w Belgii w maju 1940 i przewieziono do obozu Saint-Cyprien we Francji. Po udanej ucieczce we wrześniu przebywał w Martizay, potem w Grenoble. W czerwcu 1941 po zerwaniu stosunków francusko-sowieckich, w związku z rozpoczęciem wojny niemiecko-sowieckiej wraz z personelem ambasady ZSRR w Vichy, wyjechał do ZSRR. Pracował w redakcji polskojęzycznej wydawnictw międzynarodowych w Moskwie, potem w redakcji Radia Moskwa w Saratowie. Pozostawał aktywny publicystycznie, wydał broszurę Ziemie polskie pod jarzmem niemieckim. Zmarł w Saratowie 28 kwietnia 1942.
W 1929 ożenił się z Eugenią Hejman, siostrą Mieczysława Hejmana. Wcześniej żonaty ze Stefanią Unszlicht, siostrą Józefa i Juliana Unszlichtów. Jego siostrą była pisarka Helena Bobińska.
Znał osiem języków.

## Poglądy
Brun był związany z ortodoksyjną frakcją partii komunistycznej, tzw. „mniejszością”. Jako jeden z pierwszych w KPP podchwycił propagowane przez Komintern od 1928 hasło traktowania ZSRR jako „jedynej ojczyzny robotników i chłopów całego świata”. Stosunek do kwestii narodowej Bruna był jednak złożony. Był krytykiem tzw. nihilizmu narodowego (stanowiska minimalizującego problem narodowy). Starał się pogodzić komunistyczny internacjonalizm z ludowym patriotyzmem. Naród traktował jako trwałe zjawisko społeczne. Jego rozprawa „Stefana Żeromskiego tragedia pomyłek” została skrytykowana  przez KPP za odchylenie „nacjonalbolszewickie”. W latach 30. dopuszczał możliwość, że państwa takie jak Polska po ustanowieniu ustroju socjalistycznego nie przystąpią do Związku Radzieckiego.

## Upamiętnienie
W 1952 roku imieniem Juliana Bruna został nazwany warszawski Dom Dziennikarza (pałac Wołowskiego przy ul. Foksal 3/5) i był on patronem jednej z głównych nagród dziennikarskich dla młodych publicystów przyznawanych przez SDP. Był także patronem Szkoły Podstawowej w Skołyszynie.  
W 1962 imieniem Juliana Bruna nazwano ulicę na warszawskim Mokotowie. Nazwa została zmieniona w 2017.

## Publikacje
- Stefana Żeromskiego tragedia pomyłek (1926)
- Kwestia narodowa w rewolucji i kontrrewolucji (1936),
- Przyczynki do kwestii narodowej
- La naissance de l’armee nationale (1789–1794) pod pseudonimem Jules Leverrie (1939).
- Pisma wybrane. nowakrytyka.pl. [zarchiwizowane z tego adresu (2016-03-06)]. (1956).
- Zjednoczenie narodowe i wojna domowa, BUS, Kraków 1992, ISBN 83-85658-05-X.